# Baldini+Castoldi
Baldini+Castoldi è una casa editrice italiana con sede a Milano. Il nome con il segno + è in uso dal 2018.

## Storia

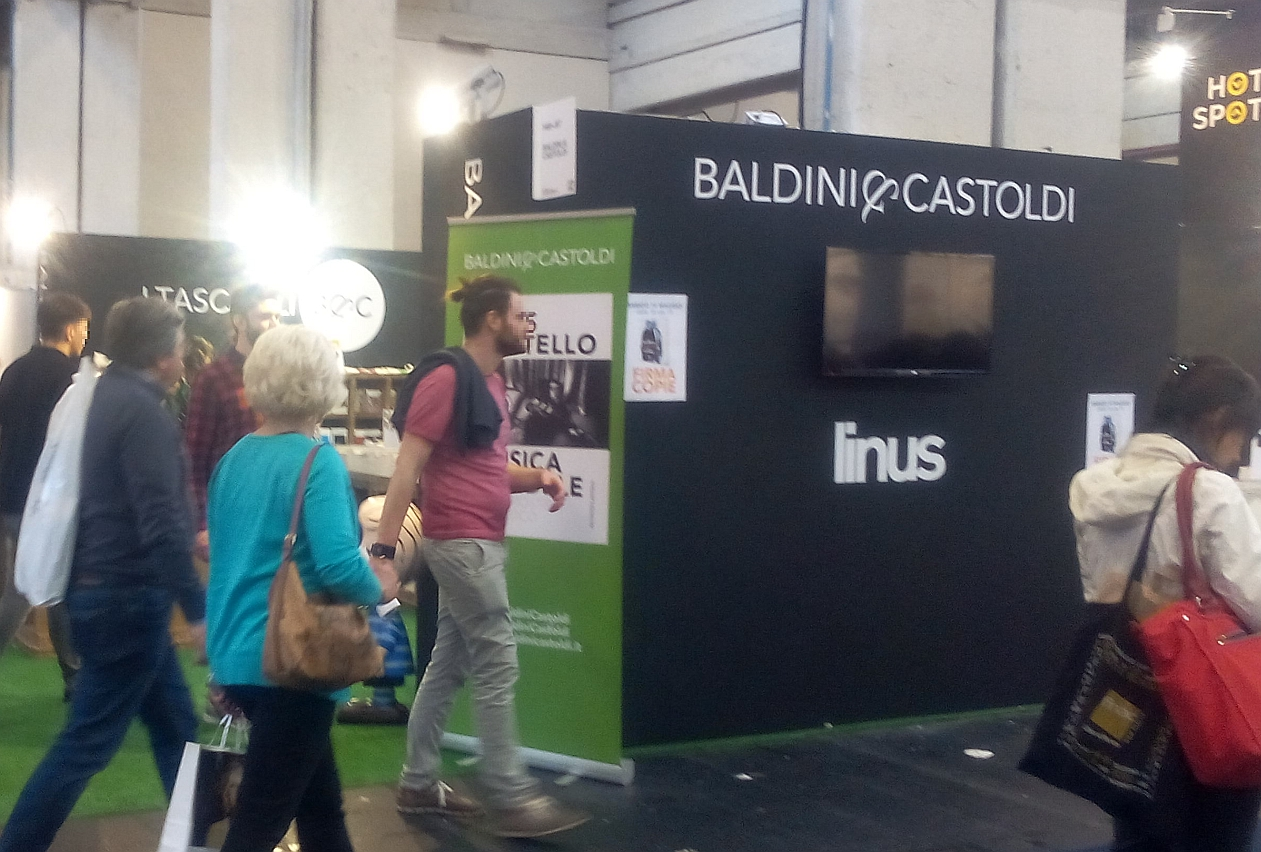
Stand dell'editore al Salone internazionale del libro 2016

La Casa editrice Baldini, Castoldi & C.º fu fondata da Ettore Baldini (Vercelli, 1870 – Milano, 1946) e Antenore Castoldi (Milano, 1872 – Milano, 1956), in società con Alceste Borella e il poeta Gian Pietro Lucini, a Milano il 7 ottobre 1897, con sede in Galleria Vittorio Emanuele 17 e 80, rilevando la Casa editrice Galli degli stessi Baldini e Castoldi.
Tra i primi autori pubblicati, Antonio Fogazzaro, Gerolamo Rovetta, Neera, Salvator Gotta e Guido da Verona. Nel 1940 la gestione si rinnovò con l'entrata di Enrico Castoldi che aprì maggiormente alla presenza in catalogo di autori stranieri (in particolare ungheresi). Iniziò però anche un calo delle vendite che negli anni settanta portò la casa editrice sull'orlo del fallimento. La casa non chiuse, ma dal 1981 non pubblicò più nulla, finché nel 1991 Alessandro Dalai, allora amministratore delegato di Elemond (Electa e Einaudi), rilanciò il marchio avvalendosi della collaborazione dello zio Oreste Del Buono.
Tra gli autori di maggior successo pubblicati a partire dagli anni novanta si possono annoverare i nomi di Susanna Tamaro, Enrico Brizzi, Gino e Michele, Giorgio Faletti, Fabio Geda, Gianluca Arrighi, Antonio Pennacchi, Aldo Busi. Un altro punto di forza della casa editrice è stato, dal 1993, il Dizionario dei film di Paolo Mereghetti, che conta numerose edizioni. Per la distribuzione la casa editrice si appoggiò in questo periodo alle infrastrutture distributive del Gruppo Mondadori.
Nel maggio 2003, la società assume il nome di Baldini Castoldi Dalai Editore, poi solo B.C. Dalai Editore. Ancora, nel 2011 cambia il nome in Dalai Editore; il marchio "Baldini & Castoldi" viene mantenuto come nome di collana. Tra il 2011 e il 2012 la casa editrice si trova ad affrontare una nuova crisi aziendale, che infine nel giugno 2013 l'ha portata a richiedere al Tribunale di Milano la possibilità di accedere al concordato preventivo, la procedura concorsuale volta a evitare il fallimento.
A febbraio 2014 la società fallisce definitivamente con provvedimento del Tribunale di Milano. Nel frattempo la sigla editoriale è stata presa in affitto, con l'obiettivo di continuarne l'attività, da una nuova società denominata nuovamente Baldini&Castoldi, distribuita da Messaggerie Italiane, promossa da Libromania e fondata da Michele Dalai (figlio dell'editore) e da Filippo Vannuccini (direttore finanziario della vecchia società).
Nel giugno 2017 il controllo dell'azienda viene acquisito dalla casa editrice La nave di Teseo, divenuta titolare del 95% del capitale sociale; il 5% rimane a Filippo Vannuccini, mentre lascia Michele Dalai. Dal gennaio 2018 vanta un nuovo logo, ideato da Pierluigi Cerri: accantonata la e commerciale, adotta ora come simbolo il segno più divenendo Baldini+Castoldi, anche abbreviato in B+C.